# Sphaerodictyaceae
Sphaerodictyaceae, porodica zelenih algi, dio reda Chlamydomonadales. Pripada joj četiri vrsta unutar tri roda

## Rodovi
1. Dictyastrum Beck-Mannagetta [Beck von Mannagetta], 1
2. Pectodictyon Taft, 2
3. Sphaerodictyon C.-C.Jao, 1

## Vanjske poveznice
|  | Wikivrste imaju podatke o taksonu Sphaerodictyaceae |